# 日本鍼灸研究会
日本鍼灸研究会（にほんしんきゅうけんきゅうかい）は、代表の篠原孝市により、1988年8月に組織された鍼灸師による臨床の研究会である。
経絡治療の臨床と理論を考究し、併せて鍼灸と関連する古典文献を取り扱う。
柳谷素霊と井上恵理の古典鍼灸研究会の系統に属し、その臨床技術と学術的内容を継承し、さらに発展させる。
関東部局を東京鍼の会、関西部局を関西鍼の会と称し、併せて日本鍼灸史学会の運営サポートを担当する。
この会で取り扱う経絡治療とは、井上恵理・本間祥白・井上雅文の流れをくむ昭和期の経絡治療であり、鍼法については撚鍼法による接触鍼、散鍼を行い、灸法については糸状灸と知熱灸を使用する。
脈診については、六部定位だけでなく、井上雅文が古典文献より構成した八祖脈を用いる人迎気口診を行う。
短期集中座、基礎講座などと称される初学者向けの講習会を行っている。